# Carlos Fernández González
Carlos Fernández González (México D. F., 29 de septiembre de 1966) es un ingeniero industrial mexicano egresado de la Universidad Anáhuac y fungió como director general de Grupo Modelo desde 1997 hasta 2013 y desde el 2005 hasta 2013 como presidente del Consejo Administración. Actualmente funge como presidente del Consejo de Administración y director general de Grupo Finaccess SAPI de CV.

## Estudios
Es egresado de la Universidad Anáhuac de la carrera de ingeniería industrial. Cursó el programa AD-2 del Instituto Panamericano de Alta Dirección de Empresa (IPADE). Posteriormente, realizó estudios sobre la fabricación de cerveza, impartidos por la Universidad de California en Davis. 

## Trayectoria profesional en el Grupo Modelo
Ingresó a Grupo Modelo en 1983 y trabajó en varias de las subsidiarias y divisiones del grupo ocupando distintos puestos en la Cervecería Modelo. Fue ingeniero de proyecto en la Dirección Técnica y participó en el desarrollo y ejecución de las plantas cerveceras de la empresa en los estados de 
Zacatecas, Coahuila y Oaxaca. También fue miembro del Corporate Management Development Panel de Anheuser-Busch en San Luis, Misuri. 
En 1992 fue nombrado vicepresidente de Operaciones y entre 1994 y 2005 fungió como vicepresidente del Consejo de Administración de Grupo Modelo. En 1998, ya como parte de su gestión al frente de la empresa, el ingeniero Carlos Fernández González instituyó Fundación Grupo Modelo, A.C. con el objetivo de fortalecer y darle mayor cohesión al trabajo a favor de la comunidad que lleva a cabo la empresa. 
Durante su gestión en el Grupo impulsó la creación de alianzas estratégicas entre las que destacan la empresa ICE en sociedad con el Grupo Barth-Hass, empresa dedicada a la siembra, procesamiento y venta de lúpulo; Crown Imports en asociación con Constellation Brands y Modelo Molson Imports LP, con Molson Coors en Canadá para la importación y distribución de las marcas de exportación de Grupo Modelo en ese país. Asimismo, impulsó la asociación en México con Nestlé Waters creando Water Partners México.
Actualmente forma parte de diferentes consejos y organizaciones tanto en territorio nacional como en el extranjero, dentro de los que destacan Grupo Modelo y Banco Santander. Fue fundador de la Academia Mexicana de la Comunicación, de Fundación Carolina (capítulo México) y de Fundación Beca. Fue presidente del Consejo Consultivo del Agua y del Consejo Mexicano de la Comunicación.

## Difusión cultural
En 2004 solicitó la creación del Museo Modelo de Ciencias e Industria (Mumci) con el objetivo de fomentar el interés en los jóvenes por temas de la industria y ciencias relacionadas. En 2006 ideó y patrocinó la investigación y publicación del libro México 2025: el futuro se construye hoy, que estuvo a cargo del Centro de Investigación para el Desarrollo, AC (CIDAC), y escribió el prólogo de esa edición.

## Premios y distinciones
A lo largo de su trayectoria, el Ingeniero Carlos Fernández ha recibido varios reconocimientos, entre los cuales se encuentran:
- 2000 Distinción como uno de los “líderes globales para el mañana” que le hizo el World Economic Forum
- 2002 Premio al mejor estratega internacional, que otorga el Latin American Business Awards
- 2004 Premio “Mundo 2004” que le entregó la revista Mundo Ejecutivo por su papel como director general de Grupo Modelo
- 2005 Reconocimiento como ejecutivo del año, que otorga la industria alimenticia
- 2008 Reconocimiento “Good Neighbor Award”, con el que lo honró la Cámara de Comercio México-Estados Unidos en la ciudad de Washington

Asimismo, Carlos Fernández fue seleccionado como el personaje del año en la votación abierta que realizó CNN Expansión en el 2012.